# 芝田沙季
芝田 沙季（しばた さき、1997年8月25日 - ）は、千葉県旭市出身の日本の女子卓球選手。2016年四天王寺高校卒業後ミキハウスに入社。2025年4月、ミキハウスを退社し、日本ペイントグループと所属契約を締結した。Tリーグは日本ペイントマレッツ所属。段級位は5段。ITTF世界ランキング最高位は13位(2019年6月)。

## 人物・経歴
小学校時代に地元千城クラブで腕を磨く。のちに強豪の四天王寺中学校・高等学校に進学。平成25年度全日本卓球選手権大会では6回戦に進出。翌年の平成26年度と27年度の全国高等学校総合体育大会で3位になるなど成績を残す。
ワールドツアーには2014年から転戦し、2016年のベラルーシオープンでツアー初優勝。2017年のオーストラリアオープンではロンドンオリンピックシングルス銅メダリスト馮天薇に勝利、2018年の中国オープンでは世界ランキング2位の朱雨玲に勝利するなど結果を残している。
Tリーグの2021-22シーズン、日本ペイントマレッツに大藤沙月とともに加入。
2021年の第56回世界卓球選手権個人戦では選考会を勝ち上がり代表に初選出、シングルスと混合ダブルスに出場、シングルスでは3回戦で伊藤美誠に3-4で敗れ、宇田幸矢と組んだ混合ダブルスでは2回戦で張本智和/早田ひなペアに2-3で敗れた。
2024年から、日本卓球リーグにレゾナックのゴールド選手として参戦している。
2025年4月、ミキハウスを退社し、日本ペイントグループと所属契約を締結した。

## 戦績
2016年
- ITTFワールドツアーブルガリアオープン（U21）：優勝
- ITTFワールドツアーベラルーシオープン（シングルス）：優勝

2017年
- ITTFチャレンジベラルーシオープン（U21）：優勝
- ITTFチャレンジタイオープン（U21）：優勝
- ITTFワールドツアー韓国オープン（U21）：準優勝
- ITTFチャレンジスロベニアオープン（U21）：準優勝
- ITTFワールドツアープラチナオーストラリアオープン（U21）：優勝
- ITTFチャレンジポーランドオープン（シングルス）：準優勝
- ITTFチャレンジベルギーオープン（シングルス）：優勝

2018年
- ITTFワールドツアープラチナドイツオープン（U21）：優勝
- ITTFチャレンジスペインオープン（シングルス）：優勝、（シングルス）（U21）：優勝
- ITTFチャレンジスロベニアオープン（シングルス）：準優勝、（シングルス）（U21）：優勝
- ITTFチャレンジクロアチアオープン（シングルス）：優勝、（シングルス）（U21）：優勝
- ITTFチャレンジタイオープン（U21）：準優勝
- 福井国体（成年女子）：優勝（福井県）
- ITTFチャレンジベルギーオープン（シングルス）：優勝、（ダブルス）：優勝（大藤沙月ペア）
- ITTFチャレンジベラルーシオープン（シングルス）：優勝、（ダブルス）：優勝（大藤沙月ペア）

2019年
- 平成30年度全日本卓球選手権大会 （シングルス）：ベスト8、（ダブルス）：準優勝（大藤沙月ペア）
- ITTFチャレンジオマーンプラスオープン（ダブルス）：優勝（大藤沙月ペア）
- ITTFチャレンジタイオープン（シングルス）：準優勝（ダブルス）：優勝（大藤沙月ペア）
- ITTFワールドツアーブルガリアオープン（ダブルス）：準優勝（平野美宇ペア）
- ITTFワールドツアーチェコオープン（ダブルス）：準優勝（平野美宇ペア）
- 第24回アジア卓球選手権 女子ダブルス 3位（佐藤瞳ペア）
- ITTFチャレンジベラルーシオープン（ダブルス）：優勝（大藤沙月ペア）

2020年
- 2019年度全日本卓球選手権大会（シングルス）：ベスト8、（ダブルス）：準優勝（大藤沙月ペア）
- ITTFチャレンジスペインオープン（ダブルス）：優勝（大藤沙月ペア）
- ITTFチャレンジプラスポルトガルオープン（シングルス）：準優勝、（ダブルス）：優勝（大藤沙月ペア）

2021年
- 世界選手権ヒューストン大会(個人戦)日本代表選考合宿（シングルス）：準優勝
- 第25回アジア卓球選手権 （シングルス）：3位、女子団体：優勝
- 第56回世界卓球選手権個人戦 （シングルス）：ベスト32、（混合ダブルス）：ベスト32（宇田幸矢ペア）

2023年
- 2022年度全日本卓球選手権大会 （ダブルス）： 準優勝（大藤沙月ペア）

2024年
- 2023年度全日本卓球選手権大会 （ダブルス）：準優勝（大藤沙月ペア）

2025年
- 2024年度全日本卓球選手権大会 （シングルス）：ベスト8
- WTTフィーダー オトチェツ（シングルス）：優勝、（ダブルス）：優勝（佐藤瞳ペア）
- WTTフィーダー ハビージョフ（シングルス）：準優勝、（ダブルス）：優勝（佐藤瞳ペア）
- WTTフィーダー スポケーン（シングルス）：優勝、（ダブルス）：準優勝（佐藤瞳ペア）
- WTTフィーダー スポケーンII（シングルス）：準優勝、（ダブルス）：優勝（佐藤瞳ペア）

## 最高成績

### 女子シングルス
- ITTFワールドツアー 優勝6回（ベラルーシ2016、ベルギー2017、スペイン2018、クロアチア2018、ベルギー2018、ベラルーシ2018）
- WTTフィーダーシリーズ 優勝2回（フィーダー オトチェツⅡ2025、フィーダー スポケーン2025）

### 女子ダブルス
- ITTFワールドツアー 優勝7回（ベルギー2018、ベラルーシ2018、オマーン2019、タイ2019、ベラルーシ2019、スペイン2020、ポルトガル2020）（大藤沙月ペア）
- WTTフィーダーシリーズ 優勝3回（フィーダー オトチェツ2025、フィーダー ハビージョフ2025、フィーダー スポケーンII2025）（佐藤瞳ペア）

## Tリーグ戦績
|           | 所属チーム           | 背番号 | シングルス | シングルス | ダブルス | ダブルス | レギュラーシーズン表彰                                        |
| 勝        | 所属チーム           | 背番号 | 負         | 勝         | 負       |          | レギュラーシーズン表彰                                        |
| --------- | -------------------- | ------ | ---------- | ---------- | -------- | -------- | ------------------------------------------------------------- |
| 2021-2022 | 日本ペイントマレッツ | #17    | 9          | 5          | 4        | 2        | ベストオーダー賞【第3マッチ】                                 |
| 2022-2023 | 日本ペイントマレッツ | #17    | 13         | 7          | 7        | 3        | レギュラーシーズン最優秀選手賞、ベストオーダー賞【第2マッチ】 |
| 2023-2024 | 日本ペイントマレッツ | #17    | 3          | 1          | 6        | 6        |                                                               |
| 2024-2025 | 日本ペイントマレッツ | #17    | 8          | 4          | 5        | 1        |                                                               |
| 2025-2026 | 日本ペイントマレッツ | #17    |            |            |          |          |                                                               |

## 世界ランキング
|        | 1月 | 2月 | 3月 | 4月 | 5月 | 6月 | 7月 | 8月 | 9月 | 10月 | 11月 | 12月 |
| ------ | --- | --- | --- | --- | --- | --- | --- | --- | --- | ---- | ---- | ---- |
| 2014年 | -   | -   | -   | -   | -   | 266 | 272 | 281 | 288 | -    | -    | -    |
| 2015年 | -   | 212 | 210 | 223 | 210 | 238 | 240 | 257 | 273 | 268  | -    | -    |
| 2016年 | -   | 227 | 232 | 173 | 171 | 149 | 137 | 132 | 75  | 59   | 55   | 60   |
| 2017年 | 53  | 53  | 58  | 49  | 53  | 51  | 53  | 38  | 34  | 38   | 30   | 28   |
| 2018年 | 31  | 31  | 24  | 24  | 24  | 22  | 20  | 19  | 16  | 20   | 17   | 17   |
| 2019年 | 15  | 14  | 14  | 14  | 13  | 13  | 15  | 20  | 27  | 28   | 30   | 32   |
| 2020年 | 43  | 38  | 39  | 37  | -   | -   | -   | -   | -   | -    | 37   | 37   |
| 2021年 | 37  | 37  | 37  | 37  | 37  | 38  | 38  | 42  | 42  | 39   | 42   | 42   |
| 2022年 | 42  | 40  | 43  | 44  | 55  | 58  | 55  | 58  | 62  | 62   | 62   | 61   |
| 2023年 | 62  | 64  | 66  | 115 | 201 | 209 | -   | -   | -   | -    | -    | -    |
| 2024年 | -   | -   | -   | 204 | 203 | 205 | 148 | 140 | 138 | 122  | 125  | 125  |
| 2025年 | 122 | 125 | 119 | 74  | 72  | 66  | 81  |     |     |      |      |      |